# الجالية الإفريقية المقدسية
احتجاج على حدود غزة

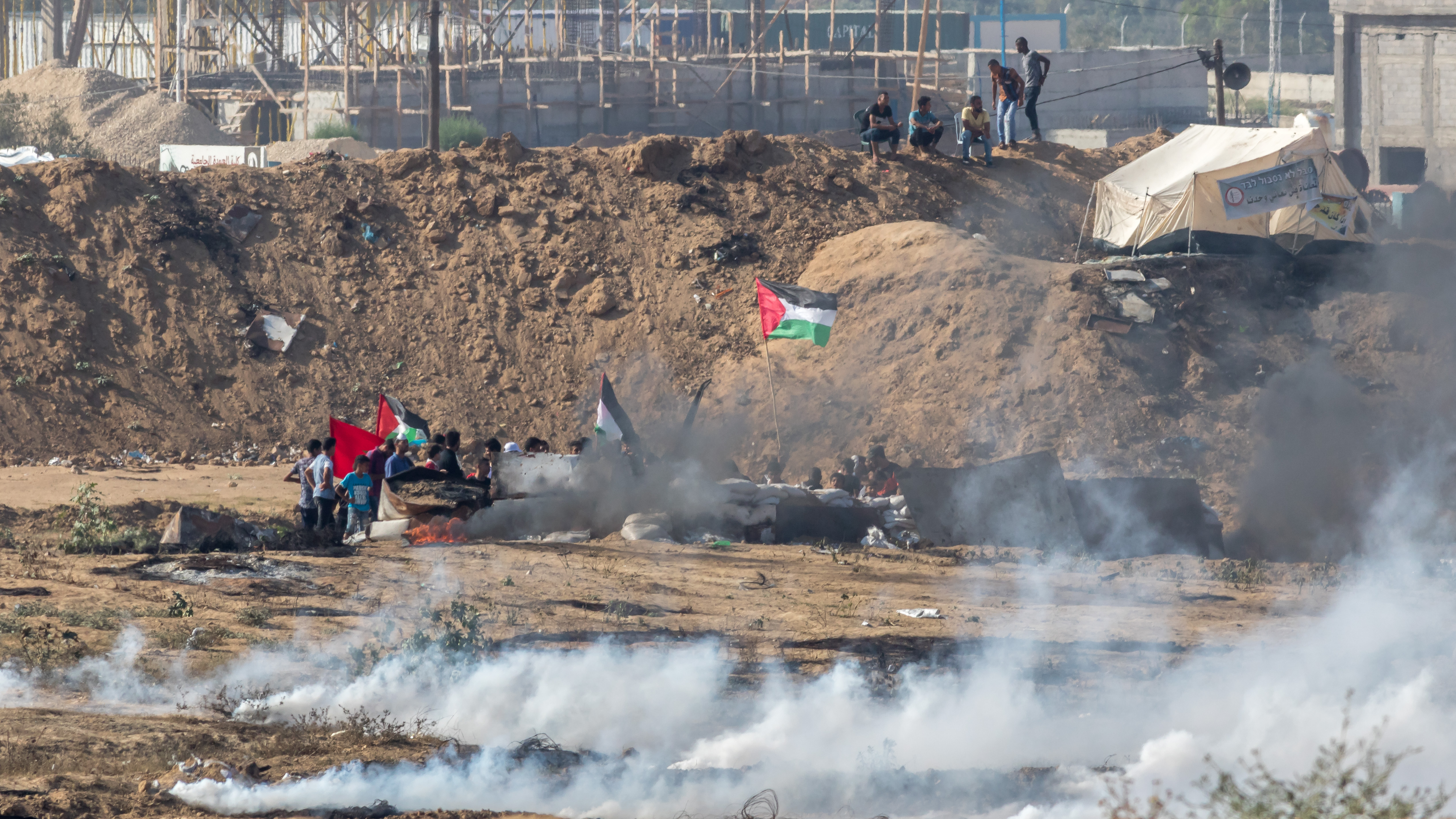
إحتجاج على حدود قطاع غزة عام 2008.

الأفارقة المقدسيّون أو المقدسيّون من أصول أفريقية، وفدوا إلى المدينة المقدّسة لأهداف دينية ونضالية واتخذوا من «باب المجلس»؛ أحد أبواب المسجد الأقصى، رمزاً يعبّر عن حارتهم الصغيرة. حوّلوا «حبس الدم»، الذي كان في يوم ما سجناً عثمانياً، إلى مركز حياة الأفارقة في القدس، والمنطقة التي يعيش فيها الجزء الأكبر منهم. بلغ عددهم في العام 2021 قرابة 750 نسمة.
أبناء الجالية الإفريقية في فلسطين هم فلسطينيون من أصول أفريقية، رافق أسلاف بعضهم إبراهيم باشا في حملته الشهيرة على فلسطين في عهد محمد علي باشا الكبير الذي كان واليا على مصر في أواخر سنوات الإمبراطورية العثمانية. يسكنون في مدينة القدس على مقربة من أحد أبواب الحرم القدسي الشريف المسمى باب الناظر (باب المجلس)، والذي يقع في الجدار الغربي للمسجد الأقصى.
يعود وجود الأفارقة في فلسطين إلى زمن الفتوحات الإسلامية، وتحديدا عندما دخل الخليفة عمر بن الخطاب مدينة القدس يرافقه عدد منهم، أما الجالية الأفريقية المتواجدة حاليا في مدينة القدس والتي تعود جذورها إلى دول تشاد، نيجيريا، السودان، والسنغال، فأبناؤها قدموا في أواخر القرن التاسع عشر، وهم ينحدرون بنسبهم من ثماني قبائل هي: السلامات، البرنو، التكروري، الفيراوي، الحوس، البرجو، والكلمبو، والفلاته.
بحسب «جمعيّة الجالية الإفريقيّة» ينتمي أفراد الجالية الإفريقيّة إلى أربع دول أفريقيّة هي: تشاد، ونيجيريا، والسنيغال، والسودان. وتضمّ الجالية الأفريقيّة قرابة الـ50 عائلة إفريقيّة تعيش في المنازل الموجود في منطقة «باب المجلس» بالقرب من المسجد الأقصى. تضاءل عدد أبناء الجالية الإفريقية في أعقاب حرب الأيام الستة في عام 1967م؛ بسبب نزوح عدد كبير منهم إلى الأردن وباقي بلدان الشتات الفلسطيني؛ وحسب الجمعية بلغ عددهم في 2020 نحو 750 فرداً. وتعدُّ هذه الجالية فتية؛ إذ تقل أعمار غالبية أبنائها عن العشرين عاماً. وتقدر نسبة الذكور بينهم بـ 52% والإناث بـ 48%.

## شخصيات من أبناء الجالية الأفريقية المقدسية[3]
- فاطمة برناوي
- جبريل تاهروري [3]
- علي جدة [3]
- محمود جدة [3]
- أسامة جدة
- ياسر قوس
- محمد حسن الفيراوي

## جمعية الجالية الأفريقية في القدس
تأسست عام 1983، مقرها في الجزء الشرقي من الرباط المنصوري في البلدة القديمة في القدس. نشاطات الجمعية: نشر معلومات للمجتمع في حالات الطوارئ، تسهيل تنظيم المجتمع المحلي، تقوية المجتمع والروابط العائلية، الدعم النفسي في التعليم وتوفير خدمات نفسية واجتماعية. رئيس الهيئة الادارية السيد ناصر محمد قوس،  ومدير الجمعية السيد موسى قوس. يشكل وجود جمعية الجالية الأفريقية بشكله الحالي إحياء لدور نادي الشباب الأفريقي الذي أنشئ عام 1978، لكنه اضطر إلى إغلاق أبوابه في منتصف ثمانينيات القرن الماضي. بالإضافة نشط في القدس النادي السوداني منذ عام 1935 وحتى 1967، وهو العام الذي تعرضت فيه المدينة للاحتلال الإسرائيلي.